# Francine Jordi
Francine Jordi, de son vrai nom Francine Lehmann, née à Worb le 24 juin 1977, est une chanteuse suisse.

## Biographie
Elle a représenté la Suisse au Concours Eurovision de la chanson 2002 à Tallinn avec la chanson Dans le jardin de mon âme, dont elle donna ultérieurement une version allemande.

## Discographie
- Das Feuer der Sehnsucht, 1998
- Ein Märchen aus Eis, 1999
- Wunschlos glücklich, 2000
- Verliebt in das Leben, 2001
- Dans le jardin de mon âme, 2002 (version allemande Im Garten meiner Seele)
- Alles steht und fällt mit Dir, 2003
- Einfach Francine Jordi, 2004
- Halt mich, 2005
- Dann kamst du, 2007
- Meine kleine große Welt, 2009
- Lago Maggiore, 2011 (avec Florian Ast)
- Verliebt geliebt, 2013
- Wir, 2015